# Pouy-sur-Vannes
Pouy-sur-Vannes é uma comuna francesa na região administrativa de Grande Leste, no departamento de Aube. Estende-se por uma área de 15,82 km². Em 2010 a comuna tinha 169 habitantes (densidade: 10,7 hab./km²).